# Poor Relations
Poor Relations és una pel·lícula muda dramàtica estatunidenca del 1919 dirigida per King Vidor. Produïda per la Brentwood Corporation, la pel·lícula era protagonitzada per l'esposa de Vidor Florence Vidor i va comptar amb la còmica ZaSu Pitts.
La pel·lícula és la darrera de quatre pel·lícules de preceptes de Ciència Cristiana que representen una breu fase de la producció de Vidor defensant la superioritat de l'autocuració mitjançant la força moral i complementada amb els beneficis de la vida rural.

## Trama
La noia de camp Dorothy Perkins triomfa com a arquitecta a la ciutat, però després és menyspreada pels seus sogres ancians.

## Repartiment
- Florence Vidor - Dorothy Perkins
- Lillian Leighton - Ma Perkins
- William De Vaull - Pa Perkins (as William Du Vaull)
- Roscoe Karns - Henry
- ZaSu Pitts - Daisy Perkins
- Charles Meredith - Monty Rhodes

## Recepció
Les crítiques eren "pobres". Exhibitor's Trade Review va observar que "la història esvelta i fràgil té gairebé tot el que pot fer per obrir-se pas a través de l'atmosfera de fenc nou segat".

## Tema
Poor Relations proporciona un primer exemple de la presentació "feminista" de Vidor de dones professionals i independents, posant èmfasi en els intercanvis recíprocs entre sexes.